# The CD Games Pack
The CD Games Pack è una raccolta di videogiochi pubblicata a fine 1989 per Commodore 64 e ZX Spectrum dalla Codemasters. È uno dei pochissimi software pubblicati su compact disc per Commodore 64, preceduto da 1st CD Edition, e apparentemente l'unico per ZX Spectrum. Come lettore necessita di un comune riproduttore di CD audio.
Era prevista anche una versione per Amstrad CPC, che non venne mai pubblicata.
Per l'estate 1990 era prevista un'edizione nordamericana per Commodore 64, della Camerica (un produttore di joystick di Bohemia), ma non ci sono conferme della sua avvenuta pubblicazione.

## Tecnologia
All'epoca il CD-ROM era ancora emergente come supporto per computer, e non venne utilizzato affatto per i computer della generazione a 8 bit. The CD Games Pack infatti non è un CD-ROM, ma un CD audio, dove i videogiochi sono registrati come tracce audio, così come veniva fatto comunemente con i software su cassetta. Per eseguire il CD serve un generico lettore CD audio. Per Commodore 64 lo stesso concetto era già stato realizzato da 1st CD Edition, ma la tecnologia utilizzata da The CD Games Pack è differente.
Il lettore CD va collegato alla porta joystick del computer tramite un apposito adattatore incluso nella confezione. La parte hardware è la stessa per tutti i computer (inclusa la mai pubblicata versione per Amstrad CPC). L'interfaccia elettronica è contenuta nel connettore DE-9 per porta joystick, poco più grosso del normale. L'altra estremità va collegata all'uscita cuffie del lettore CD, una presa sempre presente e standardizzata (a differenza dell'uscita RCA usata da 1st CD Edition, che non tutti i lettori hanno a disposizione). Il cavo è lungo circa 2 m; i lettori portatili non erano molto comuni e spesso era necessario avvicinare il computer a un impianto hi-fi fisso. Il jack audio è da 2,5 mm e la confezione include un adattatore per la misura superiore.
L'uso della porta joystick come collegamento audio non era una novità, dato che veniva usato da anni in applicazioni di campionamento audio. L'innovazione della Codemasters era usarla per caricare dati.
Il sistema sfrutta le linee di segnale asincrone della porta joystick. A differenza dell'unico segnale della porta cassette, sono disponibili 5 canali, la cui velocità di trasmissione, almeno nel caso dello ZX Spectrum, può avvicinarsi a 4500 baud ciascuno; in totale la velocità media di caricamento di un programma arriva a 18 000 baud (una dozzina di volte la normale velocità di caricamento da cassetta dello Spectrum).
Sul computer è necessario caricare normalmente un programma di avvio fornito su cassetta (almeno per Amstrad CPC era prevista anche la versione floppy, mai realizzata). Questo software include una funzione per regolare il volume del lettore CD, in modo che il segnale audio sia compatibile con il sistema; l'utente deve avviare la traccia 1 di test del CD e alzare progressivamente il volume del lettore finché il programma non indica che il segnale è valido.
Per caricare un videogioco si avvia il lettore CD direttamente alla traccia specifica del gioco desiderato. Dopo il caricamento si può scollegare il cavo dalla porta e tornare a usarla per il joystick. La Codemasters stava valutando per il futuro anche la possibilità di non scollegare il cavo durante l'esecuzione, e usare il CD per simulare movimenti preregistrati del joystick, per dare dimostrazioni dei giochi.
Il tempo di caricamento da cassetta del software principale è piuttosto breve e il caricamento da CD di ciascun gioco è molto più rapido rispetto a quello dei giochi su cassetta; su ZX Spectrum sono circa 30-40 secondi per gioco (inizialmente era pubblicizzato un tempo di 20 secondi, che non si rivelò realistico).
I vantaggi della tecnologia erano quelli tipici dei CD, tra cui immunità alla smagnetizzazione e grande capacità di memorizzazione, nonché la velocità di caricamento rispetto alle cassette. Nella versione Commodore 64 i 30 giochi del CD Games Pack, registrati due volte come copia di sicurezza, occupano circa 60 minuti sui 74 del CD, corrispondenti a circa 8 MB di software. Lo spazio disponibile su un CD era molto per un Commodore 64, anche se molto meno rispetto a quello di un vero CD-ROM dati. Il CD rappresentava inoltre un buon formato contro la pirateria, dato che non erano ancora in commercio i masterizzatori e non era fattibile trasferire su cassetta questo tipo di compressione dati. Secondo un sondaggio della Codemasters (riferito probabilmente al Regno Unito), all'epoca il 30-40% dei possessori di home computer aveva anche accesso a un lettore CD, per cui c'era un discreto bacino di potenziali utenti. Tuttavia la rivista Retro Gamer, in retrospettiva, afferma che la tecnologia era difettosa e che ci furono problemi di compatibilità con i vari formati di porte joystick dello Spectrum e con certe configurazioni di lettori CD.

## Modalità di gioco
La raccolta comprende circa 30 videogiochi di vari generi, tutti già pubblicati in precedenza come prodotti a basso costo, quasi sempre dalla stessa Codemasters.
I giochi disponibili, elencati di seguito, differiscono parzialmente tra le versioni per i due computer.
Versione Commodore 64
- 11-a-Side Soccer (da 4 Soccer Simulators)
- Advanced Pinball Simulator
- Arcade Flight Simulator
- ATV Simulator
- BMX Freestyle Simulator
- BMX Simulator
- BMX Simulator 2 (Dirt Racing)
- BMX Simulator 2 (Quarry Racing)
- Cosmonut
- Dizzy
- Fruit Machine Simulator
- Ghost Hunters
- Grand Prix Simulator
- Indoor Soccer (da 4 Soccer Simulators)
- International Rugby Simulator
- Lazer Force
- Magnum Force
- Moto X Simulator
- Ninja Massacre
- Poltergeist
- Professional Skateboard Simulator
- Professional Ski Simulator
- Professional Snooker Simulator
- Red Max
- SAS Combat Simulator
- Street Soccer (da 4 Soccer Simulators)
- Super G-Man
- Super Hero
- Super Robin Hood
- Super Stunt Man
- Thunderbolt
- Treasure Island Dizzy
- Vampire

Versione ZX Spectrum
- 11-a-Side Soccer (da 4 Soccer Simulators)
- 3D Starfighter
- Advanced Pinball Simulator
- Arcade Flight Simulator
- ATV Simulator
- Bigfoot
- BMX Freestyle
- BMX Simulator 2 (Dirt Biking, standard)
- BMX Simulator 2 (Quarry Racing, esperti)
- Championship Jet Ski Simulator (parte A)
- Championship Jet Ski Simulator (parte B)
- Death Stalker
- Dizzy
- Fast Food
- Fruit Machine Simulator
- Ghost Hunters
- Grand Prix Simulator 2
- Indoor Soccer (da 4 Soccer Simulators)
- International Rugby Simulator
- Motocross Simulator
- Ninja Massacre
- Pro Skateboard Simulator
- Professional Ski Simulator
- Professional Snooker Simulator
- Soccer Skills (da 4 Soccer Simulators)
- Street Gang Football
- Street Soccer (da 4 Soccer Simulators)
- Super Robin Hood
- Super Stuntman
- Treasure Island Dizzy
- Twin Turbo V8
- Vampire

L'edizione Spectrum include inoltre una traccia con una presentazione delle schermate di caricamento di tutti i giochi.
4 Soccer Simulators, BMX Simulator 2 e Championship Jet Ski Simulator, che in origine erano suddivisi in più parti, nella raccolta sono trattati come giochi distinti per ogni parte. Tutti i giochi sono prodotti originariamente dalla Codemasters, tranne Vampire che è della Dinamic Software, ma Codemasters ne aveva pubblicato l'edizione inglese, e Magnum Force che presumibilmente è un titolo della Eurogold, copia di Powerama della Hewson.
Per eseguire un gioco si deve avviare il programma di lancio da cassetta, selezionare l'opzione di caricamento e avviare il lettore CD alla traccia desiderata; a video non c'è un menù di selezione del gioco. Per cambiare gioco successivamente non è necessario riavviare il computer, ma basta premere determinati tasti per tornare al programma di lancio.

## Sviluppo
The CD Games Pack fu il primo ingresso nel campo dell'hardware della Codemasters, già editore di successo di videogiochi a basso costo. Secondo il direttore David Darling, l'idea di svilupparlo risale a febbraio 1989. Per la fornitura della componente elettronica (cavo con adattatore) si rivolsero ad aziende di Taiwan, economicamente vantaggiose.
La nuova tecnologia richiese lunghi collaudi, ma problemi tecnici emersero anche dopo la commercializzazione. Un impiegato che partecipò al progetto, Gavin Reaburn, ricorda le difficoltà a far funzionare il sistema con i tanti modelli di lettori CD in commercio, all'epoca di qualità molto variabile. Per la compatibilità con certi modelli l'azienda dovette scrivere nuovi programmi di caricamento e un programma di diagnostica.
I giochi della raccolta erano tutti preesistenti e già usciti su cassetta; un fatto non sorprendente, dal momento che il formato di pubblicazione era ancora sperimentale e sarebbe stato rischioso usarlo per lanciare titoli originali. Su Commodore 64, per modificare i propri videogiochi e adattarli al particolare sistema, la Codemasters usò una versione speciale di The Expert Cartridge, una cartuccia di espansione comunemente usata per fare hack.
Secondo David Darling, data l'alta capacità dei CD, sarebbe stato possibile anche mettere tutte le versioni della raccolta (Commodore 64, ZX Spectrum e la prevista Amstrad CPC) sullo stesso disco, riducendo così i costi di produzione. Tuttavia c'era l'obiettivo di pubblicare la raccolta presto per il periodo natalizio, e si preferì uscire con ogni versione appena possibile. Inoltre non si volle fare troppa confusione agli utenti, che già potevano essere abbastanza disorientati dalla novità del CD.
La Codemasters sosteneva di poter realizzare in futuro anche giochi nuovi specifici per CD, sfruttandone velocità di caricamento e capacità di memoria per includere quantità di grafica e sonoro normalmente non praticabili sui computer a 8 bit, ma dichiarò che non c'erano ancora progetti in tal senso. Secondo Reaburn, il sistema era nato come modo per rivendere i vecchi giochi; sviluppare nuovi giochi complessi appositamente per CD era una possibilità, ma per l'azienda era improbabile che diventasse economicamente conveniente.

## Accoglienza
All'epoca una raccolta di 30 videogiochi commerciali, a un prezzo originario di circa 20 £ nel Regno Unito, appariva un'offerta straordinaria (erano giochi a basso costo, ma comunque singolarmente costavano 2-3 £).
Il suo originale e innovativo formato CD, inedito in particolare sullo ZX Spectrum, era visto con interesse dalla stampa. La rivista spagnola MicroHobby considerò The CD Games Pack un'idea rivoluzionaria e di grande interesse e ne apprezzava la velocità di caricamento. La britannica Crash lo ritenne un modo semplice e molto efficace di immagazzinare dati. La britannica Zzap!64 comparò The CD Games Pack con la precedente 1st CD Edition, riconoscendo che la raccolta Codemasters aveva qualità dei giochi inferiore, ma vinceva decisamente in termini di numero di giochi e prezzo, inoltre era molto apprezzata la funzione che permette di passare da un gioco all'altro senza dover riavviare tutto.
Secondo Richard Darling della Codemasters le vendite furono molto basse, per questo motivo la prevista versione per Amstrad CPC non venne neppure pubblicata. Col senno di poi, secondo Darling le principali cause dell'insuccesso sono due: la mera quantità di 30 giochi non aveva l'attrattiva sperata, perché i giocatori sono più interessati a specifici giochi in base ai propri gusti; e la nuova tecnologia, via di mezzo tra cassetta e CD-ROM, era difficile da far comprendere e ispirò meno fascino del previsto.
Il formato non fu un successo in generale e non sono note successive pubblicazioni di software per home computer su CD audio.